# 激痛點
激痛點（英語：Trigger point）或筋膜激痛點（英語：Myofascial trigger point），又名觸發點、筋膜觸發點，是骨骼肌上特別敏感的區域，並且與肌纖維上肌肉緊繃帶的結節有關。在激痛點施壓會出現遠羰或局部牽扯痛現象，同時，還可能引起局部抽搐反應和/或其他植物神經相關症狀。如出汗，失眠，腹痛等。
與此相關的疾病為肌筋膜疼痛症侯群，其表現為局部肌肉疼痛伴隨有激痛點生成。